# Zeneművészet
| Johann Sebastian Bach: Goldberg-variációk 19. Variáció Részlet Johann Sebastian Bach: Goldberg-variációk című szabad felvételéből, Kimiko Douglass-Ishizaka előadásában Probléma esetén lásd:Médiafájlok kezelése. |

A zeneművészet más kreatív területekhez hasonlóan a zene elsősorban önkifejező, a zeneiparhoz, populáris zenéhez képest nagyobb elméleti háttérrel kidolgozott ága. Elsajátítására zeneművészeti iskolák állnak rendelkelezésre, melyek a jazz és haladó népzenei irányok mellett elsősorban a komolyzenére (musica seria) koncentrálnak.

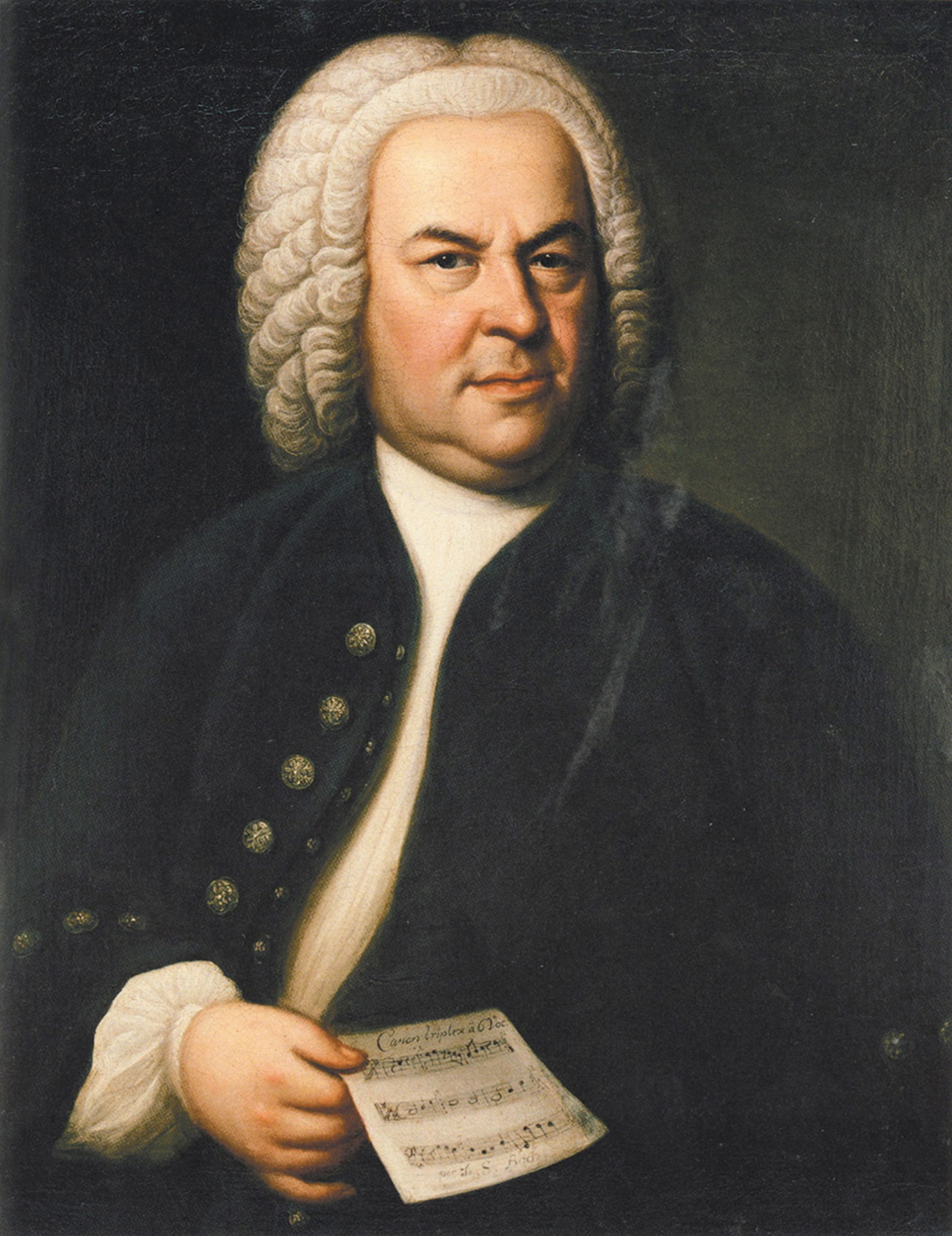
Johann Sebastian Bach

## Definíció
A zeneművészet fogalma definíciója fejlődik. Theodor Adorno például elsősorban a nyugati klasszikus zenét értette alatta. Ugyanakkor ezek szerzőinek egyes művei is előfordulnak populáris zenei hivatkozásként, mint például (ABC-rendben:) Johann Sebastian Bach, Milton Babbitt, Ludwig van Beethoven, Leonard Bernstein, Vincent D’Indy, Guillaume Dufay, George Gershwin, Josquin des Prez, Darius Milhaud, Wolfgang Amadeus Mozart, Giovanni Pierluigi da Palestrina, Arnold Schönberg, Karlheinz Stockhausen vagy Philipp Glass.
Sok esetben, főleg a XX. század végétől, a zeneművészet és a populáris zene határai elmosódhatnak. A fejlődő definíció szerint az azonban bizonyosnak látszik, hogy a zeneművészet, hasonlóan a szépirodalom, szépművészet, filmművészet, színházművészet stb. kifejezésekhez inkább a szerzői, alkotói, előadói kultúra elsősorban magasművészeti részéhez tartozik.

## Nyugati zeneművészet

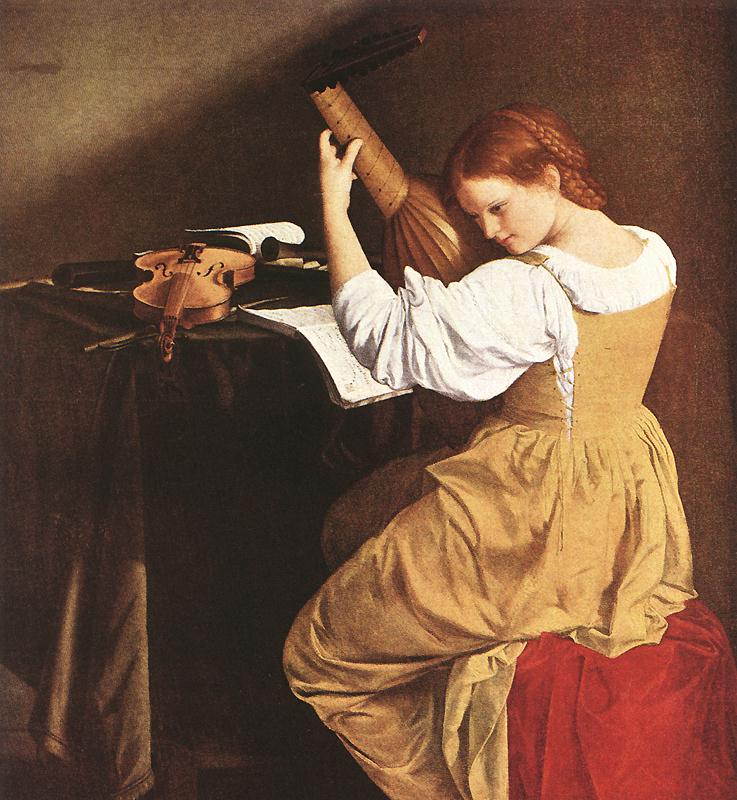
Francesca Caccini zeneszerző, énekes- és költőnő lanton játszik, Orazio Gentileschi festménye

A zeneművészet fogalommal leggyakrabban az ars antiqua, ars nova, ars subtilior, majd késő reneszánsz, barokk és további fejlődési utú, nyugati, szerzői zenéket értik, mint amilyenek például a Voyager Golden Record összeállításban is szerepeltek.
Perotinus a legkorábbi név szerint is ismert szerző e téren. A polifón zene kifejlődésére nagy hatással volt a kötelező gregoriánnal szembeni ellenállás, mely végül a reneszánsz Itáliában is győzedelmeskedett. A XV. század végétől egy példa nélkülien szabad zenei hálózat jött létre Európában, Itália-Németalföld tengellyel, melynek hatása még Angliáig is eljutott.
A reneszánsz végén a firenzei Camerata feltalálta az operát. A barokkba fordulva kialakultak a mai napig meghatározó stílusok, műfajok és a hangszerek is rohamos fejlődésnek indultak.
A barokk, a korábbinál jóval szabadabb alkotói világa segítette a zenetörténet valószínűleg eddigi legnagyobb alakja, Johann Sebastian Bach művészetének beteljesítését, akinek művei, ma is a zeneművészeti iskolák legalapvetőbb darabjai.
A XVIII. század második felétől az Osztrák–Magyar Monarchia adta a zeneművészet fejlődésének a legnagyobb támogatást, Wolfgang Amadeus Mozart és Ludwig van Beethoven klasszicista művei már az amerikai kontinensekig is eljutottak és igen híressé váltak. Ugyanakkor a XIX. század nemzeti mozgalmai jó alapot adtak a további lendületes fejlődésnek, ami Liszt Ferenc, Frédéric Chopin, Franz Schubert, az orosz Ötök és más komolyzenészek műveiben is megfigyelhető.

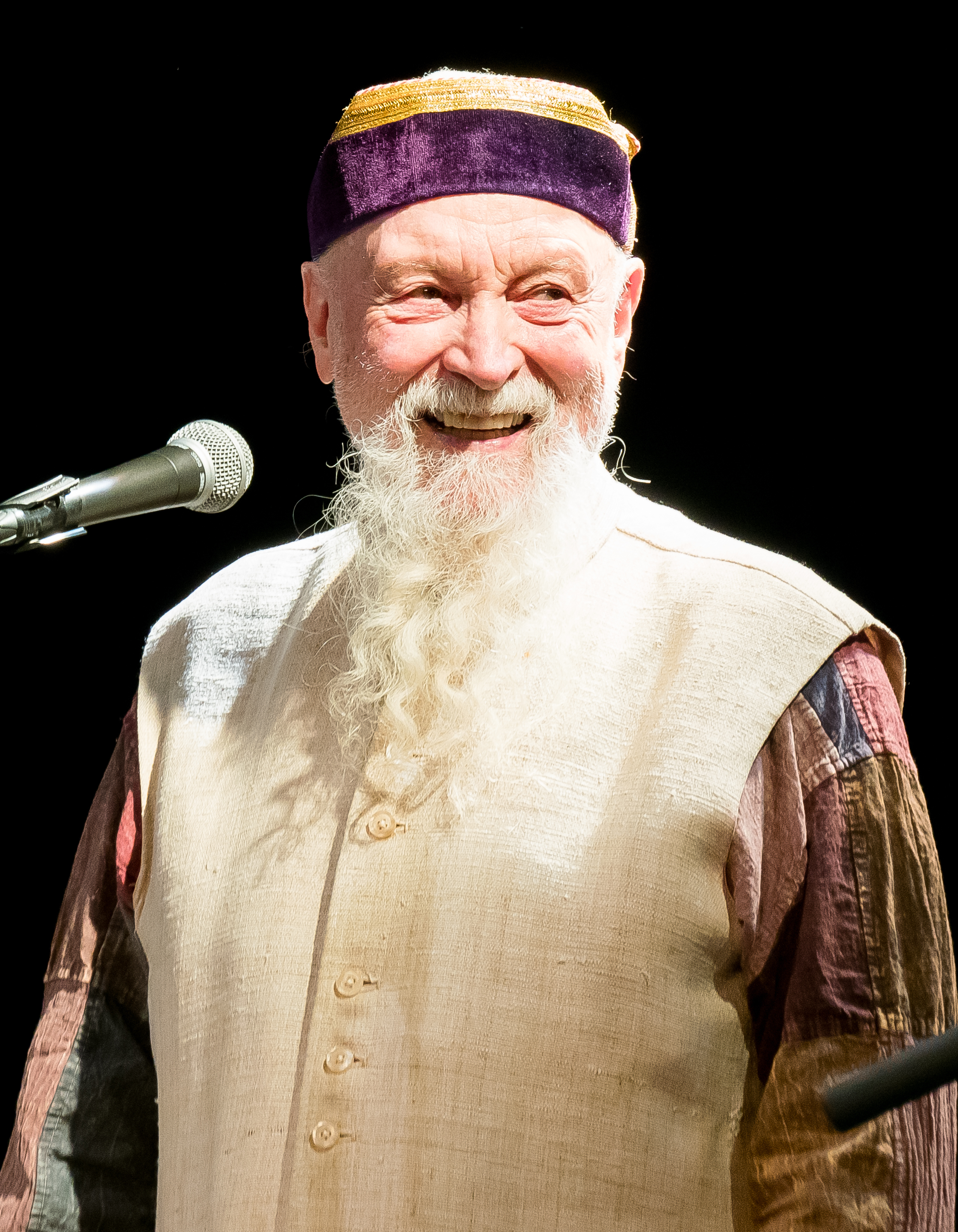
Terry Riley

Az első világháború körüli évek újabb nagy lökést adtak a fejlődésnek, ekkor jelentkezett például Erik Satie, Maurice Ravel, Igor Stravinsky, Bartók Béla vagy a francia Hatok, elindult az elektronikus zene is. A II. világháborútól a XXI. századba fordulásig is egészen különféle stílusok és szerzők jelentkeztek, mint például Ligeti György, Goffredo Petrassi, Takemitsu Toru vagy rengeteg USA-beli szerző, például Terry Riley, John Cage, Steve Reich vagy Philipp Glass.
A 2010-es évekre már kevésbé jellemző a nyugati zeneművészet önállósága. Az ezekben az években a digitális hálózaton kialakult terek felgyorsították az égtájak közti kulturális áramlást, és így az évtized közepére már inkább globális zeneművészetről beszélhetünk, mely nem csak szabad felvételek, hanem szabad zeneszerzői alkotások, zeneművek közzétételét is lehetővé teszi, mint például a Libre music Wikimédia kategóriatárban kottagyűjtemény és/vagy szabadon meghallgatható és továbbterjeszthető formában.

## További  információk
- Neil Ardley, Dave Arthur, Dave Gelly, Susan Sturrock: A zene könyve, Zenemű kiadó, Budapest, 1981, ISBN 963-330-350-8

## Fordítás
- Ez a szócikk részben vagy egészben  az   Art music című angol Wikipédia-szócikk fordításán alapul.  Az eredeti cikk szerkesztőit annak laptörténete sorolja fel. Ez a jelzés csupán a megfogalmazás eredetét és a szerzői jogokat jelzi, nem szolgál a cikkben szereplő információk forrásmegjelöléseként.